# Domenico Sanguigni
Domenico Sanguigni (né le 27 juin 1809 à Terracina, dans l'actuelle province de Latina, dans le Latium, alors dans les États pontificaux et mort le 20 novembre 1882 à Rome) est un cardinal italien du XIXe siècle.

## Biographie
Domenico Sanguigni est nommé archevêque titulaire de Tarse en 1874 et envoyé comme nonce apostolique au Portugal (en).
Le pape Léon XIII le crée cardinal lors du consistoire du 19 septembre 1879.